# Zona de actividades logísticas
Una zona de actividades logísticas (ZAL) es un parque industrial especializado en el transporte intermodal de mercancías y situado junto a un puerto marítimo para favorecer la competitividad en las cadenas logísticas de producción, transporte y distribución.
El objetivo es reducir los costes logísticos y con ello mejorar eficiencia en la gestión y en el comercio de cualquier bien o servicio que entre en el circuito portuario.
En España algunas de las más importantes son las áreas de Barcelona y la de La Bahía de Algeciras